# Peterborough Sports Football Club

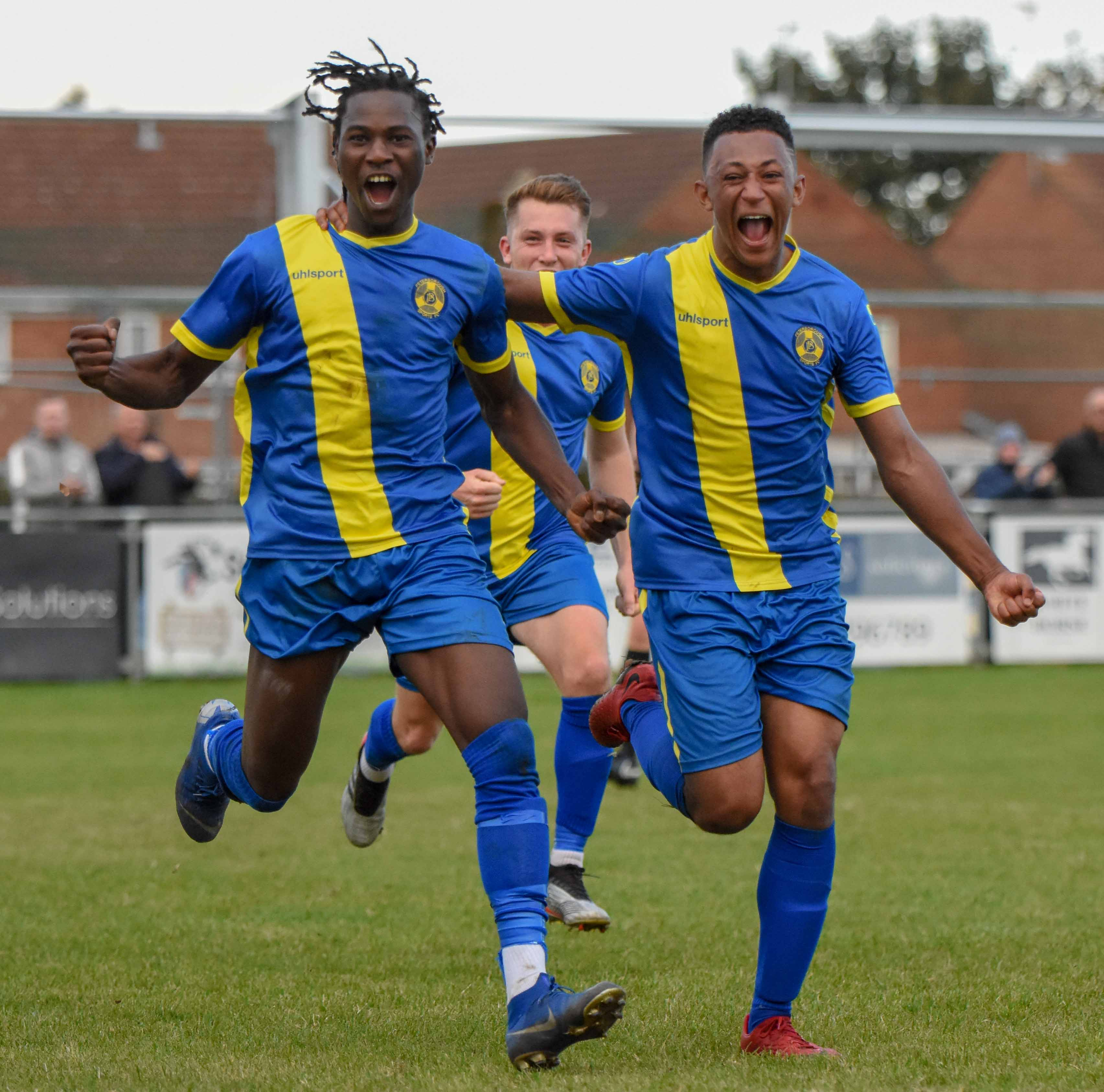
Maniche Sani anotó durante el partido de la tercera ronda de clasificación de la FA Cup de Peterborough Sports contra Guiseley.

Peterborough Sports Football Club es un club de fútbol inglés con sede en Peterborough, Cambridgeshire. El club es actualmente miembro de la National League North y juega en Lincoln Road.

## Historia
El club fue fundado en 1908 como Hermandades de Obras de Ingeniería. Se unieron a la Northants League (que luego se convirtió en la United Counties League) para la temporada 1919–20, ganando la liga en su primera temporada. Sin embargo, se fueron al final de la temporada 1922-23, y se transfirieron a la División Tres de la Peterborough & District League, que ganaron en 1925-26, obteniendo el ascenso a la División Dos. [2] El club estuvo inactivo en 1929–30 y 1932–33, después de lo cual pasó a la División Tres Norte. A pesar de terminar undécimo en 1936–37, fueron elevados a la División Dos para la temporada 1937–38. Después de la Segunda Guerra Mundial el club se colocó en la División Uno, donde permaneció hasta que terminó en la parte inferior de la tabla en 1948-1949, lo que resultó en el descenso a la División Dos. En 1952, la división pasó a llamarse División Uno, ya que la división anterior se convirtió en la Primera División, pero el club terminó último en 1952-53 y fue relegado a la nueva División Dos. En 1963–64 fueron relegados nuevamente a la División Tres Sur, pero regresaron a la División Dos después de una sola temporada.
Al final de la temporada 1973–74, Brotherhoods Engineering Works fue relegado a la División Tres Sur por segunda vez, pero regresó a la División Dos después de ganar el título de la División Tres Sur en 1975–76. Relegado nuevamente en 1979–80, el club regresó a la División Dos en el primer intento como campeón de la División Tres Sur, y fue ascendido a la División Uno al final de la temporada 1982–83 después de terminar tercero. La temporada 1987–88 vio al club terminar como subcampeón de la División Uno y obtener el ascenso a la Primera División. En 1999, el club cambió su nombre a Bearings Direct , y luego nuevamente en 2001 a Peterborough Sports. En 2006-07 ganaron la Primera División y en 2012-13 ascendieron a la División Uno de la Liga de los Condados Unidos después de terminar terceros.
En 2015-16 , Peterborough Sports fue campeón de la División Uno y obtuvo el ascenso a la Primera División. También ganaron la Copa de la Liga, venciendo al Holbeach United por penales en la final, así como la Copa Northants Junior y la Copa Hinchingbrooke. La temporada siguiente los vio ganar la Primera División con 112 puntos, obteniendo el ascenso a la División Uno Sur de la Northern Premier League; también retuvieron la Copa Hinchingbrooke. En 2018, el club fue transferido a la División Uno Central de la Southern League. En 2018-19 , el club fue campeón de la División Uno Central y obtuvo el ascenso a la Premier División Central. Terminaron como subcampeones en 2021-22, clasificándose para los play-offs de ascenso. Después de vencer a Alvechurch en las semifinales, el club derrotó a Coalville Town 2-0 en la final para ganar el ascenso al segundo paso.

## Pantilla actual
Al 10 de agosto de 2022.

## Cuerpo directivo y técnico

### Directivas
A partir del 14 de junio de 2022
| Posición                            | Nombre        |
| ----------------------------------- | ------------- |
| Presidente                          | Grant Biddle  |
| Director Comercial y Vicepresidente | Paul Venters  |
| Secretario de Empresa y Fútbol      | Jon Robinson  |
| Presidente Vitalicio                | Colin Day     |
| Director Financiero                 | Lesley Watson |

### Personal actual
| Posición                 | Nombre          |
| ------------------------ | --------------- |
| Entrenador               | Jimmy Dean      |
| Fisioterapeuta           | Daniel Ruscillo |
| Entrenador               | Michael Gash    |
| Analista de rendimiento  | Ammar Qadeer    |
| Entrenador de porteros   | Nick Conroy     |
| Científico deportivo     | Ant Coombe      |
| Analista asistente       | Harry Haworth   |
| Fisioterapeuta asistente | Kelly Rayner    |
| Administrador de Equipos | Paul Beeston    |

### Historial de entrenadores
| Período       | Nombre         |
| ------------- | -------------- |
| -2012         | Chris Bartlett |
| 2012-2014     | Seamus Morgan  |
| 2014-2015     | Chris Plummer  |
| 2015-presente | Jimmy Dean     |

## Palmarés
| Liga                                                      | Títulos            | Subtítulos |
| --------------------------------------------------------- | ------------------ | ---------- |
| Primera División Central de la Southern League            | 2018-19            |            |
| Primera División de la Southern League                    |                    | 2021-22    |
| United Counties League                                    | 1919-20, 2016-17   |            |
| Primera División de la United Counties League             | 2015-16            |            |
| Copa de la Liga de la United Counties League              | 2015-16            |            |
| Primera División de la Peterborough & District League     | 2006-07            |            |
| Tercera División de la Peterborough & District League     | 1925-26, 1980-81   |            |
| Tercera División Sur de la Peterborough & District League | 1975-76            |            |
| Northants County Cup                                      | 2021-22            |            |
| Maunsell Cup                                              | 2021-22            |            |
| Northants Junior Cup                                      | 2006-07, 2015-16   |            |
| Hitchingbrooke Cup                                        | 2015-2016, 2016-17 |            |

## Datos del club
- Mejor actuación en la FA Cup: Cuarta ronda de clasificación, 2019–20, 2021–22
- Mejor actuación en la FA Trophy: tercera ronda de clasificación, 2019-20
- Mejor desempeño de FA Vase: Cuarta ronda, 2016-17